# Ortslexikon
Ein Ortslexikon, Ortsverzeichnis oder Gazetteer ist ein Nachschlagewerk, das die Orte und Gemeinden einer größeren oder kleineren Region auflistet.

## Arten
Einfachere Listen führen nebst den Namen der Orte und Gemeinden meist die nächsthöhere Verwaltungseinheit oder eine Regionsbezeichnung, einen Code für die Art des Namens (Ort, Gemeinde, Weiler usw.) und die geographischen Koordinaten an. Diese Listen heißen im Titel oft Ortsverzeichnis oder, zunehmend auch auf Deutsch, Gazetteer. Sie kommen in dieser Art auch als Register in Atlanten vor. Wissenschaftliche Ausführungen nennen ebenfalls die Quellen (z. B. amtliche Kartenwerke), denen die Namen entnommen wurden.
Es können auch fast beliebige weitergehende Informationen wie Einwohnerzahlen, Postleitzahlen, nächstgelegener Bahnhof, zuständige Gerichte, Wappen und Flaggen sowie geographische und geschichtliche Notizen über wechselnde Verwaltungseinteilungen oder Staatszugehörigkeiten vorkommen. Derartige Listen nennen sich oft Ortslexikon. Sofern auch wüst gegangene Orte und alte Namensformen aufgeführt werden, wird die Publikation oft Historisches Ortslexikon oder Historisches Ortsverzeichnis genannt.
Des Weiteren enthalten die amtlichen Publikationen zu Volkszählungen die erhobenen statistischen Daten nach Verwaltungseinheiten geordnet. Da die Statistikämter ebenfalls die offizielle Schreibweise benutzen, können Volkszählungspublikationen behelfsweise als Ortsverzeichnisse dienen.
Heutige Ortsverzeichnisse erscheinen oft nicht mehr (oder nicht nur) gedruckt, sondern auf CD-ROM oder im Internet. Die Abfrage ist wesentlich flexibler als bei gedruckten Werken, allerdings bringen selbst die besten Online-Verzeichnisse umfangmäßig noch keineswegs die Menge an Ortsnamen, die (kumulativ) in gedruckten Verzeichnissen zu finden sind.

## Geschichte
Ortsverzeichnisse sind bereits aus der Antike bekannt. Das erste Ortsverzeichnis Chinas und damit wohl eines der ersten weltweit datiert aus dem 1. Jahrhundert.
Mit dem Aufkommen von Atlanten im 16. Jahrhundert nahm auch die Produktion von Ortsverzeichnissen stark zu. Noch heute ist eines von vielen Kriterien für einen guten Atlas das Vorhandensein eines vollständigen Verzeichnisses aller im Atlas vorkommenden Namen.
Aufbau und Anforderungen an ein Ortsverzeichnis (Gazetteer) wurden im Jahr 2003 von der ISO in der Norm ISO 19112 festgelegt.

## Wichtige Werke nach Gebieten

### Deutschland
Einige bekannte und heute noch verwendete nationale Ortslexika sind:
- Eugen Huhn: Topographisch-statistisch-historisches Comptoir-, Amts-, Post-, Reise- und Zeitungs-Lexikon von Deutschland. Hildburghausen 1849.
- Neumanns Orts-Lexikon des Deutschen Reichs. Ein geographisch-statistisches Nachschlagebuch für deutsche Landeskunde. Dritte, neu bearbeitete und vermehrte Auflage von Wilhelm Keil, Leipzig 1894.
- E. Uetrecht: Meyers Orts- und Verkehrslexikon des Deutschen Reichs. 5. Auflage, Leipzig/Wien 1912. DNB 366995790
- Heinrich Höpker: Großes Orts- und Verkehrslexikon für das Deutsche Reich. Berlin 1928. DNB 362282021
- Friedrich Müller: Müllers Großes Deutsches Ortsbuch Bundesrepublik Deutschland: vollständiges Gemeindelexikon. 29. Auflage, München 2005, ISBN 3-598-24662-5.
- Heinrich Rudolph: Vollständiges geographisch-topographisch-statistisches Orts-Lexikon von Deutschland, 2 Bände, Albert Hofmann, Leipzig.
  - Band A–K Digitalisat der Ausgabe 1862
  - Band L–Z Digitalisat der Ausgabe 1863

#### Baden-Württemberg
- Ortslexikon - rund 26.500 Datensätzen zu baden-württembergischen Orten auf Landeskunde entdecken – LEO-BW

#### Bayern
- Amtliche Ortschaften-/Ortsverzeichnisse. Bayerische Landesbibliothek Online

#### Hessen
- Beschreibung. Historisches Ortslexikon für Hessen. In: Landesgeschichtliches Informationssystem Hessen (LAGIS).

#### Niedersachsen
- Verzeichnisse von Niedersachsen: Verzeichnis der Gemeinden und Wohnplätze in Niedersachsen. auf www.statistischebibliothek.de

#### Preußen
Neues topographisch statistisch geographisches Wörterbuch des Preußischen Staates
Das mehrbändige Werk verzeichnet Orte von Preußen mit
- Klassifizierung, Zuordnungen bei Ämtern Kreisen, Einwohnerzahlen und nächsten Poststationen.

Der 1826 erschienene sechste Band enthält tabellarische Übersichten der wichtigsten statistischen Verhältnisse der einzelnen Städte, Landrätlichen Kreise und Regierungsbezirke des preußischen Staates.
Herausgeber sind Leopold Krug und Alexander August Mützel, Verlag August Kümmel, Halle.
- A – F Erster Band, 1821 (Online)
- G – Ko Zweiter Band, 1821 (Online)
- Kr – O Dritter Band, 1822 (Online)
- P – S Vierter Band, 1823 (Online)
- T – Z Fünfter Band, 1823 (Online)
- Tabellen/Statistiken Sechster Band, 1826 (Online)

#### Sachsen
- Karlheinz Blaschke: Historisches Ortsverzeichnis von Sachsen: aus den Schriften der Sächsischen Kommission für Geschichte. Bibliographisches Institut, Leipzig 1957
- Historisches Ortsverzeichnis von Sachsen. Online-Version, herausgegeben vom Institut für Sächsische Geschichte und Volkskunde e. V.[1]

#### Schleswig-Holstein
- Wohnplatzverzeichnis Schleswig-Holstein: Amtliches Verzeichnis der Ämter, Gemeinden und Wohnplätze. auf www.statistischebibliothek.de

### Österreich-Ungarn, Republik Österreich
- Christian Crusius: Topographisches Post-Lexikon aller Ortschaften der k.k. Erbländer. (Wien 1789 bis 1828)[2]
- Michael von Kollerffy: Ortslexicon der Länder der ungarischen Krone. (Budapest 1875)[3]
- Karl Frühwald: Neuestes Orts-Lexicon für die im Reichsrathe vertretenen Königreiche und Länder. (Wien 1877)[4]
- Josef Kendler, Carl von Kendler: Orts- und Verkehrs-Lexikon von Oesterreich-Ungarn. (Wien 1905, 3. Aufl.)[5] (Digitalisat der 3. Auflage 1905)

Amtliche Ortsverzeichnisse:
- Ortsverzeichnis (OVZ) des Österreichischen Statistischen Zentralamtes (STAT, ehem. ÖSTAT)
- GEONAM Österreich, digitale Datenbank des Bundesamtes für Eich- und Vermessungswesen (BEV), beruht auf den Einträgen der Österreichischen Karte 1:50.000 (ÖK50/AMap)

### Schweiz
- Markus Lutz (Hrsg.): Vollständige Beschreibung des Schweizerlandes, oder, Geographisch-statistisches Hand-Lexikon über alle in gesammter Eidsgenossenschaft befindlichen Kantone, Bezirke, Kreise, Aemter … 2. Ausgabe. Aarau 1827–1835.
- Charles Knapp, Maurice Borel, Victor Attinger, Heinrich Brunner, Société neuchâteloise de géographie (Hrsg.): Geographisches Lexikon der Schweiz. 6 Bände. Verlag Gebrüder Attinger, Neuenburg (peter-hug.ch – 1902–1910).
- Claudia und Robert Schnieper (Red.): Neues schweizerisches Ortslexikon. 23. Auflage. München 1983, ISBN 3-7658-0403-7.
- Martin Schuler et al.: Bevölkerungsentwicklung der Gemeinden 1850–2000: Eidgenössische Volkszählung 2000. Neuchâtel 2002, ISBN 3-303-01154-0 (Statistik der Schweiz. Fachbereich 1, Bevölkerung).

### Weltweit
- Benjamin Ritter: Ritters geographisch-statistisches Lexikon über die Erdteile, Länder, Meere, Häfen, Seen, Flüsse, Inseln ... 9. Auflage bearb. von Johann Penzler, Leipzig 1910.
- Gazetteer of ..., Reihe hrsg. vom United States Board on Geographic Names. Washington DC 1950–1998 (erschienen in bis zu vier jeweils überarbeiteten Auflagen für jeden Staat der Erde sowie diverse abhängige Gebiete; der Umfang dieser in den USA als amtlich geltenden Namenverzeichnisse reicht von knapp 9 Seiten [Gibraltar] bis zu 7 Bänden [Sowjetunion]).
- Merriam-Webster’s geographical dictionary. 3. Ausgabe, Springfield (Mass.) 1997, ISBN 0-87779-546-0.
- Leon E. Seltzer (Hrsg.): The Columbia Lippincott Gazetteer of the world. New York 1952, DNB 450815498. (Zitierform: Lippincott. Gehört zur „Liste der fachlichen Nachschlagewerke für die Gemeinsame Normdatei“.)
- Saul B. Cohen (Hrsg.): The Columbia gazetteer of the world. 2. Ausgabe, New York 2008, ISBN 978-0-231-14554-1.
- Getty Thesaurus of Geographic Names Online. (seit 1987, online seit 1997, 2 Millionen Einträge)
- Geschichtliches Ortsverzeichnis (seit 1992, online seit 2000, 1,2 Millionen Einträge)[6]
- GeoNames Database (seit 2006, 10 Millionen Einträge)
- Zhongguo gujin diming da cidian, China